# Comuna Saravale, Timiș
Saravale, colocvial Șarafola, (în germană Sarafol, în maghiară Sárafalva, în trad. "Satul cu noroi", "Glodeni", în sârbă Саравола, Saravola) este o comună în județul Timiș, Banat, România, formată numai din satul de reședință cu același nume. Comuna Saravale a fost înființată prin Legea nr. 54/2004, desprinzându-se de comuna Sânpetru Mare.

## Istoric
Conform hărții contelui Mercy din 1723 localitatea, atestată ca Sarafal, se afla pe drumul de legătură dintre Timișoara și Szeged.

## Demografie
Componența etnică a comunei Saravale
     Români (48,81%)
     Romi (37,89%)
     Sârbi (3,3%)
     Alte etnii (0,5%)
     Necunoscută (9,5%)
Componența confesională a comunei Saravale
     Ortodocși (77,78%)
     Penticostali (6,32%)
     Ortodocși sârbi (3,41%)
     Creștini după evanghelie (1,76%)
     Alte religii (1,07%)
     Necunoscută (9,66%)
Conform recensământului efectuat în 2021, populația comunei Saravale se ridică la 2.610 locuitori, în scădere față de recensământul anterior din 2011, când fuseseră înregistrați 2.628 de locuitori. Cei mai mulți locuitori sunt români (48,81%), cu minorități de romi (37,89%) și sârbi (3,3%), iar pentru 9,5% nu se cunoaște apartenența etnică. Din punct de vedere confesional, majoritatea locuitorilor sunt ortodocși (77,78%), cu minorități de penticostali (6,32%), ortodocși sârbi (3,41%) și creștini după evanghelie (1,76%), iar pentru 9,66% nu se cunoaște apartenența confesională.

## Politică și administrație
Comuna Saravale este administrată de un primar și un consiliu local compus din 11 consilieri. Primarul, Sava Stoian[*], de la Partidul Social Democrat, este în funcție din 2012. Începând cu alegerile locale din 2024, consiliul local are următoarea componență pe partide politice:
|  | Partid                          | Consilieri | Componența Consiliului | Componența Consiliului | Componența Consiliului | Componența Consiliului | Componența Consiliului |
|  | ------------------------------- | ---------- | ---------------------- | ---------------------- | ---------------------- | ---------------------- | ---------------------- |
|  | Partidul Social Democrat        | 5          |                        |                        |                        |                        |                        |
|  | Forța Dreptei                   | 3          |                        |                        |                        |                        |                        |
|  | Uniunea Salvați România         | 1          |                        |                        |                        |                        |                        |
|  | Alianța pentru Unirea Românilor | 1          |                        |                        |                        |                        |                        |
|  | Partidul Puterii Umaniste       | 1          |                        |                        |                        |                        |                        |

## Obiective turistice
- Lunca Mureșului Inferior (sit SCI)